# Ley de Walras
La Ley de Walras es, en la teoría del equilibrio general, un principio que establece que la suma de la demanda (o demanda agregada) (D) debe igualar, tomando en consideración los precios (p), a la suma de la oferta (S). Es decir,  Σ pD - Σ pS = 0.
De lo anterior, siguen dos corolarios:
- Si en un sistema de n mercados hay equilibrio en n − 1 mercados, el n-ésimo mercado estará en equilibrio.
- Si en un sistema de mercados hay un exceso de demanda positivo en algún sector, entonces debe haber al menos algún otro sector en el cual hay un exceso de demanda negativo.

## Origen e hipótesis
El principio es llamado así en honor de Léon Walras, quien lo divulgo en sus cátedras en la Universidad de Lausana, formalizando una propuesta anterior (A su vez derivada de la Ley de Say) de John Stuart Mill en sus Essays on Some Unsettled Questions of Political Economy (1844).
Walras generaliza a partir del proceso de  tâtonnement walrasiano o subasta por tanteo en economías en las cuales existen muchos productores y ninguno puede controlar directamente el precio. Es decir, asume competencia perfecta. Walras postula que todos los  bienes presentes en ese mercado pertenecen a la categoría de bien deseable y cualquier bien con exceso de oferta es siempre un bien gratuito.
Adicionalmente, Walras asume explícitamente que todos los ingresos de los participantes en los mercados solo se originan de la venta de bienes que ellos poseen (lo que implica que el trabajo es considerado una mercancía) y que la totalidad de esos ingresos serán utilizados directa e inmediatamente en el mercado (es decir, no hay ahorros).
Desde ese punto de vista, Walras considera que todos los participantes en el mercado son productores (incluyendo los individuos u hogares, quienes «producen trabajo») y, consecuentemente, todos son «aceptadores de precio» (preneurs de prix en francés, price takers en inglés.) en la medida que todos están sujetos a los efectos de la demanda.
Hay también una variedad de asunciones implícitas que son objeto de debate (ver más abajo)

## Formulación
En términos formales la ley de Walras se expresa generalmente de la siguiente manera: para cualquier sistema económico, esté o no en equilibrio, hay un conjunto de precios reales ( vector en el lenguaje formal) tal que la suma de los precios totales de todo lo ofrecido equivale a la suma de la demanda medida en dinero, consecuentemente, la sustracción de ambas cantidades es cero y todo lo puesto en el mercado se vende, lo que lleva al vaciamiento del mercado.
| {\displaystyle \ {\overrightarrow {p}}\sum _{i=1}^{n}[d({\overrightarrow {p}})-s({\overrightarrow {p}})]=0} |

En la cual d es la demanda, s es la oferta (del inglés supply) y {\displaystyle \ {\overrightarrow {p}}} es el vector de precios.
Una formulación alternativa, siguiendo la terminología walrasiana, que considera que toda oferta se puede considerar demanda por algún otro bien (ver ley de Say) es:
{\displaystyle \sum _{i=1}^{n}p_{i}E_{i}=0}
La cual establece que si definimos el exceso de demanda (E) sobre un bien «i» (de un universo «n» de bienes) como siendo {\displaystyle E_{i}}, y asumimos que todo lo comprado iguala (monetariamente) a todo lo vendido o todos los ingresos equivalen a todas las ventas, sigue que todo lo que los individuos pueden comprar (demandar) es igual a todos los precios de lo vendido. Sigue que la suma de cualquier putativa exceso de demanda es cero (o que los excesos en un sector del mercado deben equivaler exactamente, en términos monetarios, a las deficiencias en otro sector).
La aproximación conceptual a lo anterior es intuitiva: si asumimos que los ingresos solo provienen de la venta —incluyendo venta de trabajo— todo lo comprado debe igualarse exactamente a todo lo vendido y no puede haber excedentes monetarios de ningún tipo. Esto es más claro aún si no tomamos el dinero en consideración y concebimos las compraventas como intercambios de un bien por otro (Ley de Say). (Nótese que lo anterior no establece que los mercados estén en equilibrio; solamente que, en principio, no puede haber un exceso o falta de demanda). Una aproximación alternativa enfatiza algunos de los elementos de la problemática de la propuesta: es el caso que en una economía cualquiera todo lo vendido debe equivaler exactamente a todo lo comprado. Esa situación no equivale necesariamente al equilibrio tal como Walras lo define. Eso establece un universo o conjunto de interrelaciones de precios tales que todos llevan a la venta de todo lo producido.
Existen una variedad de demostraciones formales de lo anterior.
Adicionalmente Walras postula que de ese universo de precios hay un conjunto específico (vector) tal que lleva a ese equilibrio.
La demostración más general de que hay un vector de precios tal que conducen al equilibrio es mucho más compleja y se deriva del trabajo de John von Neumann que, a su vez, se basa en el Teorema del punto fijo de Brouwer y su generalización, el Teorema del punto fijo de Kakutani. Tales propuestas dieron origen a una variedad de demostraciones económicas, tales como el Teorema de Equivalencia de Uzawa que establece que «la existencia de equilibrio walrasiano es equivalente al teorema del punto fijo de Brouwer, es decir, la existencia de un punto fijo para cualquier función continua de un símplex n-dimensional a sí mismo».  Quizás la demostración más accesible se encuentra en la obra de Hal Varian.
Una aproximación alternativa simplemente asume la existencia de equilibrio y se concentra en demostrar que tal equilibrio es estable. Esto se basa en la existencia de bienes sustitutivos y el uso de las matrices de diagonal dominante (ver método de Jacobi). Esta aproximación fue introducida por Lionel Mckenzie.
La demostración de los corolarios es trivial.

## Crítica y desarrollos posteriores
La crítica más usual a la ley de Walras es el hecho de que el equillibrio no se observa en la práctica, así como el alto nivel de demandas o supuestos que el modelo impone a fin de lograrlo, lo que ha llevado a algunos a sugerir que la propuesta es poco realista: «Sin embargo, no se ha logrado demostrar que las fuerzas del mercado que proceden por tanteos o aproximaciones sucesivas, lo que Walras llamó tâtonnements, conduzcan al equilibrio, ni que este sea único y estable. En este orden de ideas,  H. Sonnenschein, estableció que las funciones de demanda neta que resultan del “modelo Arrow-Debreu” pueden tener cualquier forma. Así, la llamada “Ley de la Demanda” resulta poco verosímil y, en cambio, parece más probable que opere la inestabilidad de los tâtonnements walrasianos. El propio Gerard Debreu (2001) señaló la imposibilidad de poder demostrar que el equilibrio económico general fuese único y estable, a menos que se recurriera a hipótesis extremadamente restrictivas muy alejadas de la realidad».

Diagrama de precios y ventas (1985-1994) de nuevos alojamientos en la Isla de Francia

Esto ha llevado a varias tentativas de mejora. Por un lado, el desfase entre la predicción central del modelo (que los precios de mercado evolucionarían a un precio de equilibrio) y la realidad observada (ver, por ejemplo, diagrama de nuevos alojamientos en la «Isla de Francia») ha llevado a varias propuestas. Quizás la más importante es el modelo de la telaraña.
Por el otro, el relajamiento de las condiciones que el modelo demanda, en la tradición de  Arrow y Debreu y Lionel W. McKenzie lleva al conocido Teorema de Sonnenschein-Mantel-Debreu, que establece, en relación con lo que nos interesa, que no solo hay más que un solo «vector de precios» que conduce al vaciamiento del mercado y que, por lo tanto, no se puede postular, en una mano, que haya un proceso tal como el tanteo que conduzca a un equilibrio único y estable sino también que ese equilibrio puede adoptar «cualquier forma», lo que es una manera de decir que hay numerosos puntos (interrelaciones de precios) que pueden ser considerados de equilibrio.
Si bien lo anterior es considerado negativo o decepcionante para los teóricos del equilibrio, tal relajamiento ofrece también varias ventajas y establece las bases de mucho de los desarrollos de las teorías modernas del desequilibrio dinámico, las teorías no walrasianas y las bases para las aproximaciones que buscan proveer microfundamentos para la macroeconomía. (ver Nueva economía clásica y Nueva economía keynesiana).
Hay también algunas críticas a la demostración de Uzawa. Por ejemplo, Benetti et al. argumentan que la demostración basada en los teoremas del punto fijo son matemáticamente convenientes, pero carecen de significado económico: el proceso descrito por el teorema no corresponde a ningún proceso realista de variaciones de precios.
En esa línea de argumentación se destaca la contribución de K. Vela Velupillai quien sugiere que el modelo estándar del cálculo del equilibrio (basado en los teoremas del punto fijo) no es ni computable ni constructivo en el sentido matemático. Es decir, en la práctica económica, no se puede calcular un putativo punto de equilibrio. Velupillai no niega ni la conveniencia de asumir tal punto como su realidad, pero sugiere que el método utilizado no es suficiente para lograrlo.
Esto ha dado lugar a varias tentativas alternativas de demostrar el «teorema de existencia» (especialmente el problema de la convergencia de los precios al punto de equilibrio), sin embargo «Aunque este enfoque ha demostrado ser más eficaz que los métodos de punto fijo, la convergencia no se ha demostrado teóricamente».

## Diagonalización
El teorema del punto fijo de Brouwer especifica una función sobre un conjunto acotado unitario.
| {\displaystyle \ f(x)=x\Rightarrow f(x)-x=0} |

Traducido a términos económicos x son las cantidades. El agente llega al mercado y realiza unas compras, es decir, el individuo demanda unas cantidades de producto a un precio. Estas demanda son f(x). El sumatorio de las demandas menos el sumatorio de las ofertas tiene que ser igual a cero, según la Ley de Walras. El valor de las cantidades demandadas tiene que ser igual al valor de las cantidades ofrecidas. Cuando el precio es unitario
| {\displaystyle \ f(x)=x\Rightarrow f(x)-x=0} |

Pero también podremos utilizar una matriz diagonalizable. La diagonalización consiste en hallar una base de vectores propios asociado a valores propios. En este caso, la matriz a diagonalizar será A y representa las cantidades. El valor o valores propios representan el precio.
| {\displaystyle \ f(px)=px\Rightarrow {\begin{vmatrix}A-p\end{vmatrix}}x=0} |

Evidentemente, todas las matrices no son diagonalizables y los vectores cantidades tampoco podrán ser linealmente dependientes. Tienen que producirse subespacios espectrales para todos los precios cuya suma de sus dimensiones coincida con el rango de la matriz de cantidades.
{\displaystyle {\begin{vmatrix}A-p\end{vmatrix}}={\begin{vmatrix}a_{1,1}-p&a_{1,2}&a_{1,3}\\a_{2,1}&a_{2,2}-p&a_{2,3}\\a_{3,1}&a_{3,2}&a_{3,3}-p\end{vmatrix}}}
Matemáticamente el mercado puede, o no, vaciarse.